# توم ويلسون (لاعب كرة قاعدة)
توم ويلسون (بالإنجليزية: Tom Wilson)‏ هو لاعب كرة قاعدة أمريكي، ولد في 3 يونيو 1890 في Fleming, Kansas ‏ في الولايات المتحدة، وتوفي في 7 مارس 1953 في سان بدروس ‏ في الولايات المتحدة.

## وصلات خارجية
- توم ويلسون على موقعبيزبول رفرنس.كوم (الدوري الرئيسي) (الإنجليزية)
- توم ويلسون على موقعبيزبول رفرنس.كوم (الدوري الثانوي) (الإنجليزية)